# Watercipres
De watercipres of Chinese mammoetboom (Metasequoia glyptostroboides) is wereldwijd bekend als voorbeeld van een levend fossiel, en als zodanig te vinden in veel arboreta en botanische tuinen. 
Het is een bladverliezende naaldboom die tegenwoordig meestal ingedeeld wordt in de cipresfamilie (Cupressaceae). Eerder, toen de Taxodiaceae nog erkend werden als aparte familie, werd ze daarbij ingedeeld.

## Ontdekking
De soort werd begin jaren veertig ontdekt, maar door de omstandigheden (Tweede Wereldoorlog) pas later algemeen bekend. Hoewel de plantkunde in China nog enigszins in de kinderschoenen stond gebeurde de ontdekking en beschrijving door Chinezen. De tegenwoordige bekendheid is echter voor een groot deel te danken aan twee Amerikanen:
- Prof. Merrill, toen het hoofd van het Arnold Arboretum, die $250 beschikbaar stelde om zaad te gaan verzamelen en naar Amerika te sturen. Dit zaad werd toen uitgewisseld met arboreta overal ter wereld (de boom is tegenwoordig heel vaak aanwezig in arboreta en botanische tuinen). Toen Merrill in 1948 in Nederland een conferentie bezocht (over botanische nomenclatuur) bracht hij zaad mee. Veel van de oudste bomen in Nederland stammen van dat zaad[2].
- Prof. Chaney, een paleobotanicus, die na het bekend worden van het nieuws de betreffende valei in China bezocht (toen nog een apart ecosteem), en daarna de Chinese centrale regering ervan overtuigde dat het hier om iets bijzonders ging. Dit leidde ertoe dat de bomen in deze valei beschermd werden (de rest van het ecosysteem niet). Ook is de boom veelvuldig aangeplant in China als zijnde een Chinees icoon.

## Voorkomen
Ze wordt gezien als levend fossiel. De soort kwam voor de laatste ijstijd vrij algemeen voor in Oost-Azië (Japan, Korea en China). In het Tertiair kwam het geslacht Metasequoia algemeen voor op het noordelijk halfrond zoals fossielen aantonen. Nu is de boom alleen nog in het wild te vinden in Centraal-China in een gesloten vallei in het Shui-Hsa-Pal-dal en in de provincie Hubei. Vanaf de jaren zestig is de watercipres door kwekers massaal vermeerderd door stekken en zaaien.

## Beschrijving
De watercipres is eenhuizig en bloeit met weinig opvallende eenslachtige kegels. De conifeer heeft een brede tot zuilvormige kroon. De roodbruine bast is vezelachtig met onregelmatige ribbels. De langgesteelde, hangende kegelvormige kegelvruchten zijn in Nederland en België in september rijp. Pas op twintigjarige leeftijd geeft de boom kiemkrachtig zaad.
De watercipres komt in China voor op rotsige oevers en vochtige plaatsen.
Van een afstand lijkt de watercipres wel op de moerascipres (Taxodium distichum), maar is onder andere te onderscheiden door:
- Bij in drassige grond groeiende moerascipressen zijn vaak ademwortels (pneumatoforen) aanwezig; de watercipres heeft geen ademwortels.
- De zijtwijgjes (kortloten) van de moerascipres staan verspreid ingeplant en zijn bezet met 80-100 dunne, zachte en smalle (naalden) (1-2 × 0,1-0,2 cm). De zijtwijgjes van de watercipres zijn tegenoverstaand ingeplant en zijn bezet met minder, tegenoverstaande, langere en wat bredere naalden (2-4 × 0,2 cm). Bij de watercipres verschijnen sommige zijtwijgjes onder de naalden, niet in de oksel ervan.

## Gebruik
In Nederland en België is de boom te vinden in tuinen en parken. De exemplaren die in Nederland en België groeien zijn meestal tot 25 m hoog. Ze kunnen in China tot 40 m hoog worden. De boom wordt soms ook gebruikt als groenscherm van de voedingsindustrie omdat hij geen overmaat aan afvallende bladeren veroorzaakt en de naalden uitzonderlijk niet giftig zijn voor het geval ze in het voedselproces terechtkomen.
Het spinthout is geelachtig wit en het kernhout bruin tot paarsrood.

## Externe links

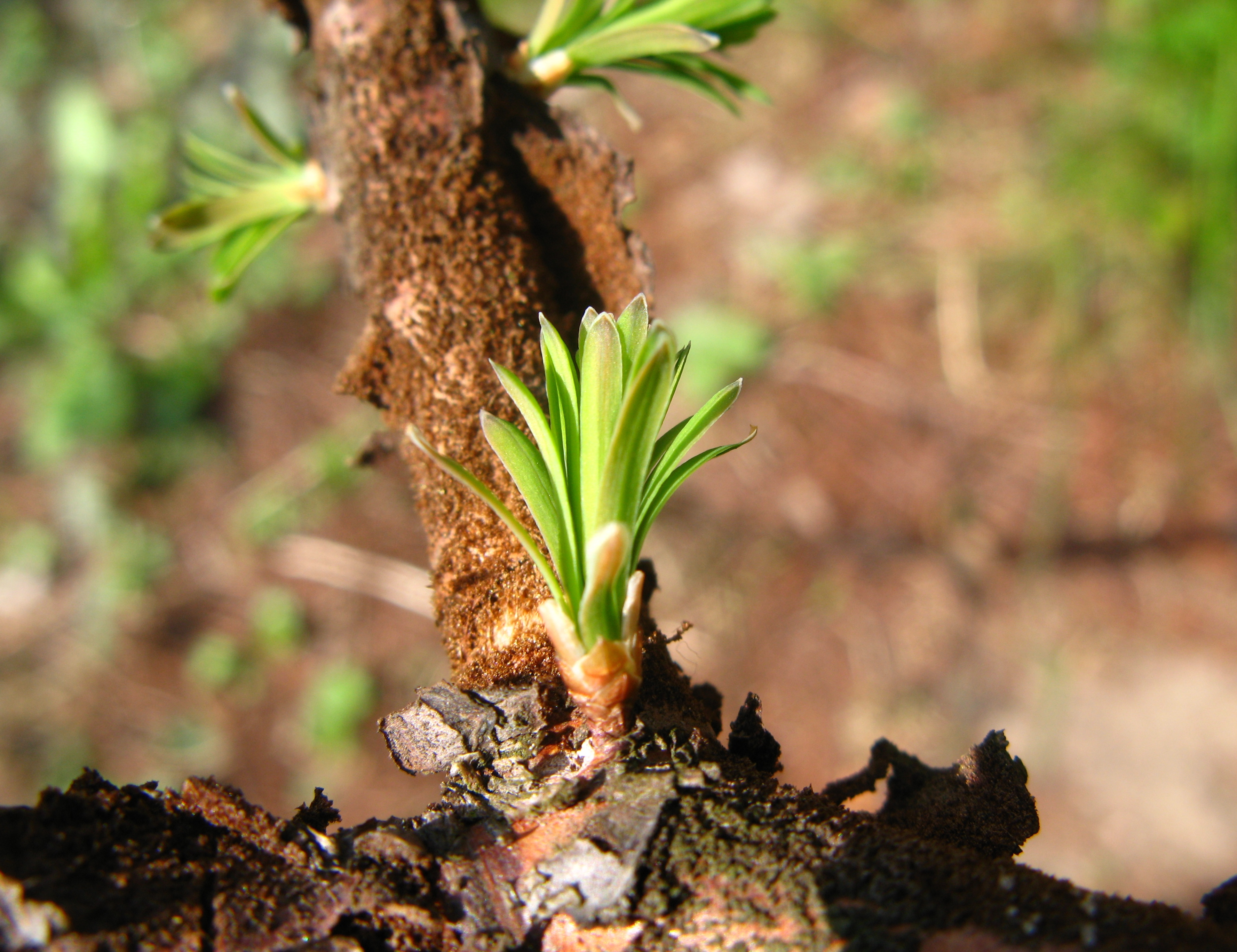
Uitbottende zijtwijgjes
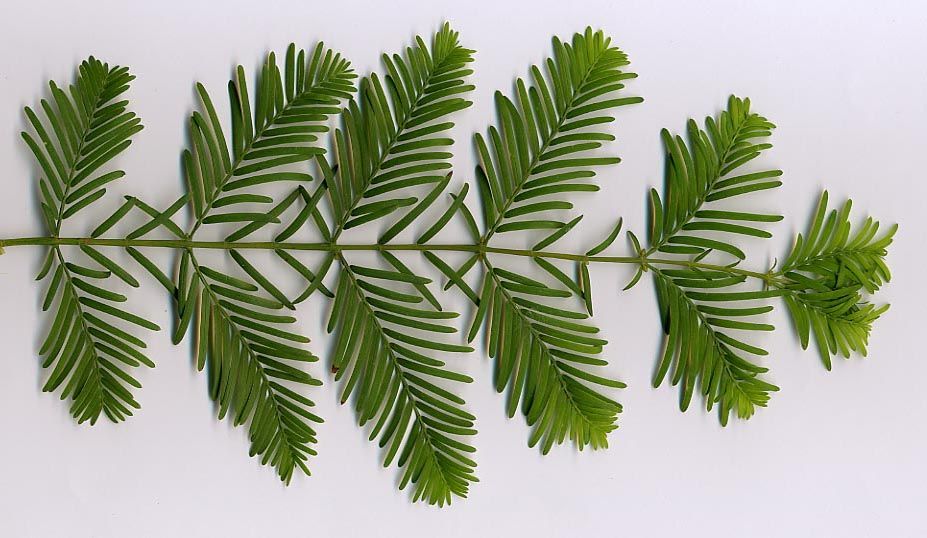
let op de speciale rangschikking van de blaadjes
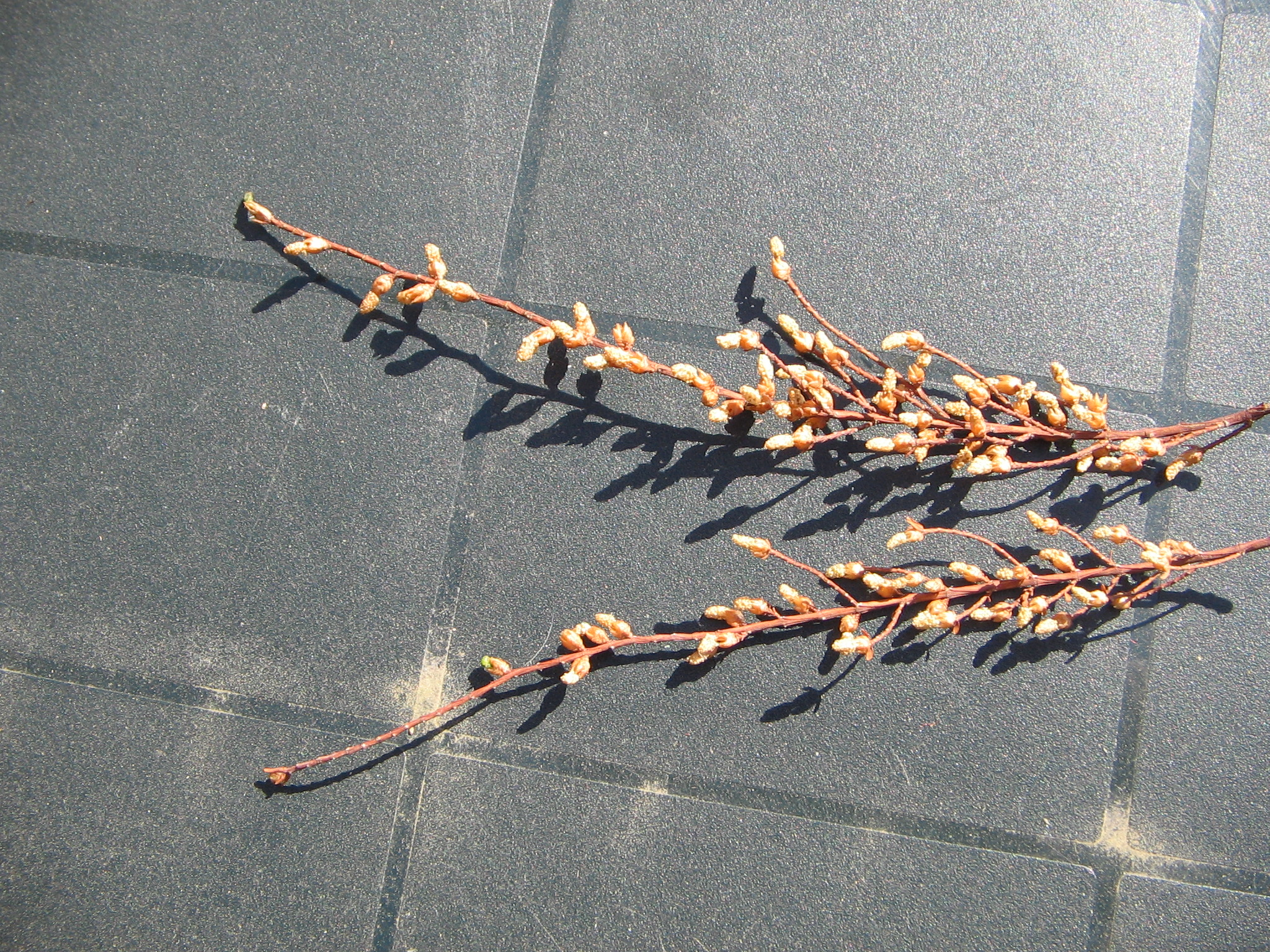
Mannelijke kegels
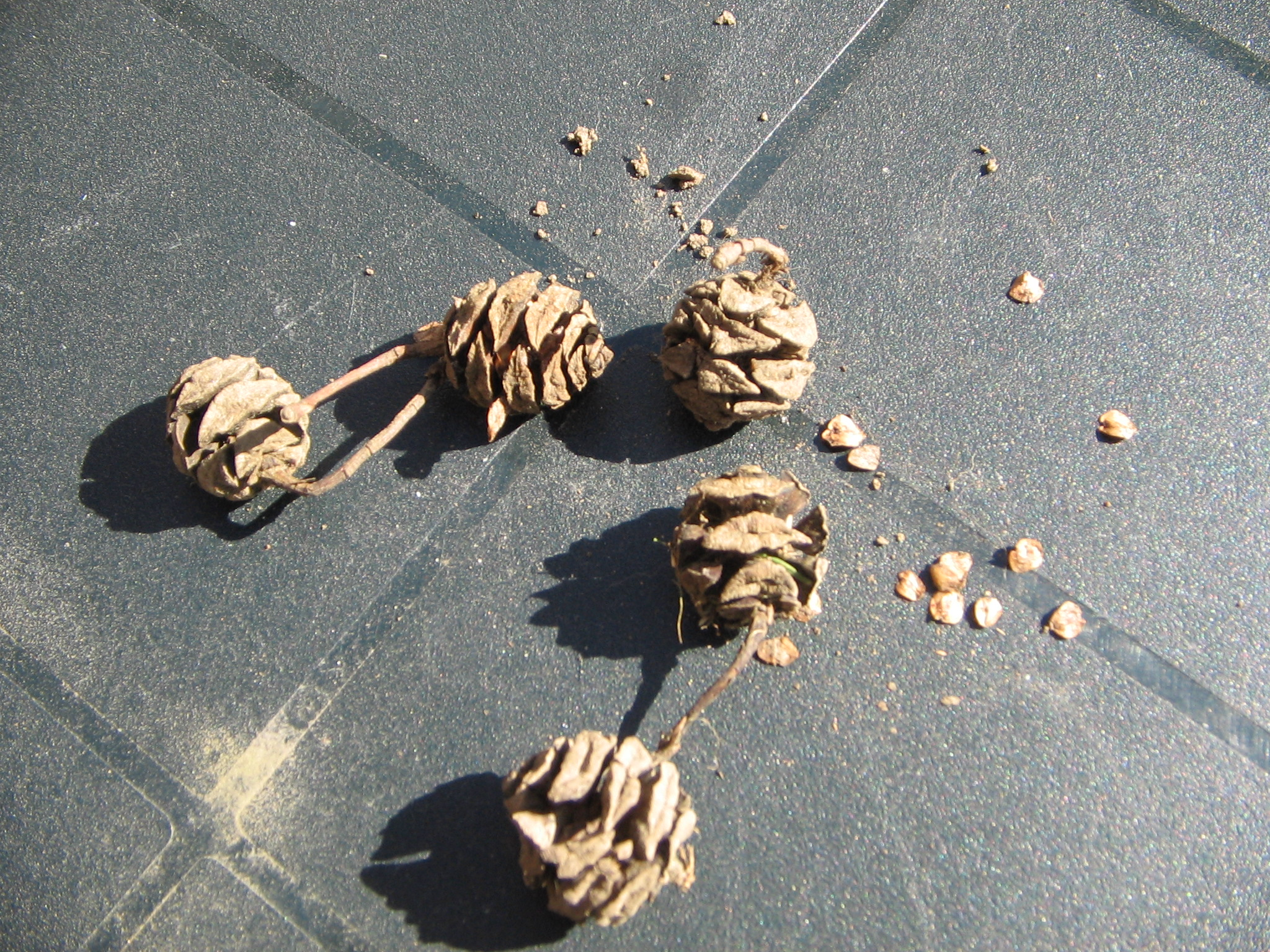
Rijpe vrouwelijke kegels